# Élections législatives françaises de 1928
Les élections législatives françaises de 1928 ont eu lieu les 22 et 29 avril afin d'élire les députés de la XIVe législature. La loi électorale, changée en juillet 1927 revient au système en vigueur de 1889 à 1919 : le scrutin uninominal à deux tours par arrondissements.
Lors de ces élections, la droite, alliée au centre droit et une partie du centre gauche, remporte la majorité des sièges mis en jeu.

## Résultats électoraux
|                          |                                                         |            |       |        |  |  |  |  |  |
| Partis                   | Partis                                                  | Voix       | %     | Sièges |  |  |  |  |  |
|                          | Alliance démocratique (AD)                              | 2 196 243  | 23,19 | 180    |  |  |  |  |  |
|                          | Fédération républicaine (FR)                            | 2 082 041  | 21,99 | 100    |  |  |  |  |  |
|                          | Section française de l'Internationale ouvrière (SFIO)   | 1 708 972  | 18,05 | 102    |  |  |  |  |  |
|                          | Parti républicain radical et radical-socialiste (PRRRS) | 1 682 543  | 17,77 | 125    |  |  |  |  |  |
|                          | Parti communiste - SFIC (PC-SFIC)                       | 1 066 099  | 11,26 | 11     |  |  |  |  |  |
|                          | Parti républicain-socialiste (PRS)                      | 592 649    | 4,56  | 60     |  |  |  |  |  |
|                          | Parti démocrate populaire (PDP)                         | 215 169    | 2,28  | 24     |  |  |  |  |  |
|                          | Divers                                                  | 86 749     | 0,92  | 0      |  |  |  |  |  |
|                          |                                                         |            |       |        |  |  |  |  |  |
| Total                    | Total                                                   | 9 469 861  | 100   | 602    |  |  |  |  |  |
| Abstentions              | Abstentions                                             | 2 087 903  | 18,06 |        |  |  |  |  |  |
| Inscrits / participation | Inscrits / participation                                | 11 557 764 | 81,94 |        |  |  |  |  |  |

### Nombre de députés par circonscription
Lors des élections de 1928, 604 députés sont élus.
| Nombre de députés | Département ou circonscription |
| ----------------- | --- |
| 1                 | Cochinchine, Guyane, Inde française, Sénégal |
| 2                 | Guadeloupe, Martinique, La Réunion |
| 3                 | Basses-Alpes, Hautes-Alpes, Ariège, Cantal, Gers, Lot, Lozère, Haute-Marne, Hautes-Pyrénées, Pyrénées-Orientales, Tarn-et-Garonne, Alger, Constantine, Oran                                   |
| 4                 | Aube, Cher, Corse, Creuse, Drôme, Eure-et-Loir, Loir-et-Cher, Haute-Loire, Jura, Landes, Lot-et-Garonne, Mayenne, Meuse, Orne, Haute-Saône, Savoie, Haute-Savoie, Vaucluse                    |
| 5                 | Ain, Ardèche, Ardennes, Aude, Aveyron, Charente, Corrèze, Côte-d'Or, Doubs, Indre, Indre-et-Loire, Loiret, Marne, Nièvre, Sarthe, Deux-Sèvres, Tarn, Var, Vienne, Haute-Vienne, Vosges, Yonne |
| 6                 | Allier, Alpes-Maritimes, Calvados, Charente-Inférieure, Dordogne, Eure, Gard, Haute-Garonne, Manche, Oise, Seine-et-Marne, Vendée                                                             |
| 7                 | Aisne, Hérault, Maine-et-Loire, Meurthe-et-Moselle, Basses-Pyrénées, Somme |
| 8                 | Côtes-du-Nord, Ille-et-Vilaine, Isère, Loire, Morbihan, Puy-de-Dôme, Saône-et-Loire |
| 9                 | Loire-Inférieure, Moselle, Bas-Rhin, Haut-Rhin |
| 11                | Bouches-du-Rhône, Finistère, Seine-Inférieure |
| 13                | Gironde |
| 14                | Rhône, Seine-et-Oise |
| 15                | Pas-de-Calais |
| 24                | Nord |
| 59                | Seine |

## Analyse des résultats
Le retour au scrutin d'arrondissement modifie grandement la carte électorale de la France depuis le dernier scrutin de même type, celui de 1914. D'abord à la faveur d'un sérieux coup de barre à droite par rapport à 1924, mais qu'il n'est pas possible de comparer aux résultats de 1919, obtenus au scrutin de liste et à la faveur d'une coalition de Bloc national variable et à cheval sur les droites et le centre tel qu'enregistré en 1914, où il était impossible de discerner précisément le montant des voix de chaque petit parti. Cette fois, quelques élus communistes arrivent à se faire élire malgré leur isolement volontaire, notamment dans l'agglomération parisienne, où ils concourent à chasser les socialistes. Ces derniers perdent pied en région parisienne mais arrivent à compenser en élargissant leur base en province, au détriment des radicaux-socialistes. Lesquels radicaux perdent le plus dans l'épreuve, divisés qu'ils sont entre ceux qui suivent Poincaré dans son Union nationale et ceux qui rejettent cette dernière en espérant une alliance avec des socialistes qui n'en veulent pas. Cependant, la plus grosse migration territoriale intervient chez les radicaux modérés, qui disparaissent de leurs régions de 1914 pour apparaître en région de droite, ayant suffisamment donné de gages conservateurs dans le domaine social.

## XIVelégislature
Durée de la législature : 29 avril 1928 - 8 mai 1932.
Président de la République : Gaston Doumergue/Paul Doumer
Président de la Chambre des députés : Fernand Bouisson
| Gouvernement | Gouvernement      | Gouvernement                       | Dates (Durée)                                               | Président du Conseil      | Composition initiale                    |
| ------------ | ----------------- | ---------------------------------- | ----------------------------------------------------------- | ------------------------- | --------------------------------------- |
| 1            | Raymond Poincaré  | Gouvernement Raymond Poincaré (5)  | du 11 novembre 1928 au 26 juillet 1929 (8 mois et 15 jours) | Raymond Poincaré (AD)     | 14 ministres 4 sous-secrétaires d'État  |
| 2            | Aristide Briand   | Gouvernement Aristide Briand (11)  | du 29 juillet 1929 au 22 octobre 1929 (2 mois et 23 jours)  | Aristide Briand (PRS)     | 14 ministres 4 sous-secrétaires d'État  |
| 3            | André Tardieu     | Gouvernement André Tardieu (1)     | du 3 novembre 1929 au 17 février 1930 (3 mois et 14 jours)  | André Tardieu (AD)        | 16 ministres 11 sous-secrétaires d'État |
| 4            | Camille Chautemps | Gouvernement Camille Chautemps (1) | du 21 février 1930 au 25 février 1930 (4 jours)             | Camille Chautemps (PRRRS) | 17 ministres 11 sous-secrétaires d'État |
| 5            | André Tardieu     | Gouvernement André Tardieu (2)     | du 2 mars 1930 au 4 décembre 1930 (9 mois et 2 jours)       | André Tardieu (AD)        | 18 ministres 15 sous-secrétaires d'État |
| 6            | Théodore Steeg    | Gouvernement Théodore Steeg        | du 13 décembre 1930 au 22 janvier 1931 (1 mois et 9 jours)  | Théodore Steeg (PRRRS)    | 17 ministres 12 sous-secrétaires d'État |
| 7            | Pierre Laval      | Gouvernement Pierre Laval (1)      | du 27 janvier 1931 au 13 juin 1931 (4 mois et 17 jours)     | Pierre Laval (Divers)     | 18 ministres 12 sous-secrétaires d'État |
| 7            | Pierre Laval      | Gouvernement Pierre Laval (2)      | du 13 juin 1931 au 12 janvier 1932 (6 mois et 30 jours)     | Pierre Laval (Divers)     | 18 ministres 12 sous-secrétaires d'État |
| 7            | Pierre Laval      | Gouvernement Pierre Laval (3)      | du 12 janvier 1932 au 6 février 1932 (25 jours)             | Pierre Laval (Divers)     | 18 ministres 10 sous-secrétaires d'État |
| 8            | André Tardieu     | Gouvernement André Tardieu (3)     | du 20 février 1932 au 3 juin 1932 (3 mois et 14 jours)      | André Tardieu (AD)        | 13 ministres 7 sous-secrétaires d'État  |